# 段玠 (1963年)
段玠（1963年8月—），男，汉族，云南宾川人，大学文化，哲学学士，中国共产党党员。

## 生平
1986年6月加入中国共产党，1986年8月，从云南大学政治系哲学专业毕业，在中共大理州委宣传部工作。1995年7月，任中共大理州委宣传部副部长。1995年12月，任中共鹤庆县委副书记。1997年3月，任剑川县委副书记、县长。2001年1月，任剑川县委书记。2001年12月，任大理州交通局党委书记、局长。2003年3月，任大理市委副书记、市长。2006年8月，任大理州委常委、大理市委书记。2011年3月，任大理州政府党组成员、副州长。2018年2月，任大理州政协副主席。2021年7月，任大理州政协一级巡视员。
2019年12月，因洱海生态保护工作不力、部分项目推进缓慢问题遭到党内警告处分。
2024年6月12日，段玠涉嫌严重违纪违法，主动投案，接受云南省纪委监委纪律审查和监察调查。